# Champdepraz
Champdepraz Olaszország Valle d’Aosta régiójának egy községe. A szomszédos települések: Chambave, Champorcher, Châtillon, Fénis, Issogne, Montjovet, Pontey és Verrès.

Champdepraz község Valle d'Aosta térképén